# Fahim Gul
Pour les articles homonymes, voir Gul.
Fahim Gul (en ourdou : فہیم گل), né le 12 février 1956 à Rawalpindi, est un joueur professionnel de squash représentant le Pakistan. Il est finaliste des championnats du monde par équipes en 1979.
C'est le frère de Rahim Gul and Jamshed Gul, également joueurs de squash.

## Biographie
Il est finaliste des championnats du monde par équipes en 1979, perdant la partie décisive face au Britannique Peter Verow en cinq jeux. Il participe à trois championnats du monde consécutifs entre 1982 et 1984 avec comme meilleur résultat, un troisième tour aux championnats du monde 1982. Après sa carrière de joueur, il devient entraîneur, notamment de l'équipe nationale du Pakistan,.

## Palmarès

### Finales
- Championnats du monde par équipes : 1979